# Apogamia
Apogamia – jeden z rodzajów rozmnażania bezpłciowego – apomiksji. Charakteryzuje się tym, że zarodek nie powstaje z jaja, lecz z synergidy, lub innej komórki woreczka zalążkowego. Liczba chromosomów w zarodku powstałym w wyniku apogamii jest taka sama, jak w komórkach woreczka zalążkowego, z których powstał. Może więc wynosić n chromosomów (jest to apomiksja haploidalna), gdy zaszła mejoza, lub 2 n chromosomów (apomiksja diploidalna), gdy nie doszło do mejozy w woreczku zalążkowym.
U roślin apogamia może być związana z aposporią. czyli powstawaniem gametofitu  z komórki sporofitu niebędącej  zarodnikiem.